# راس میعاد

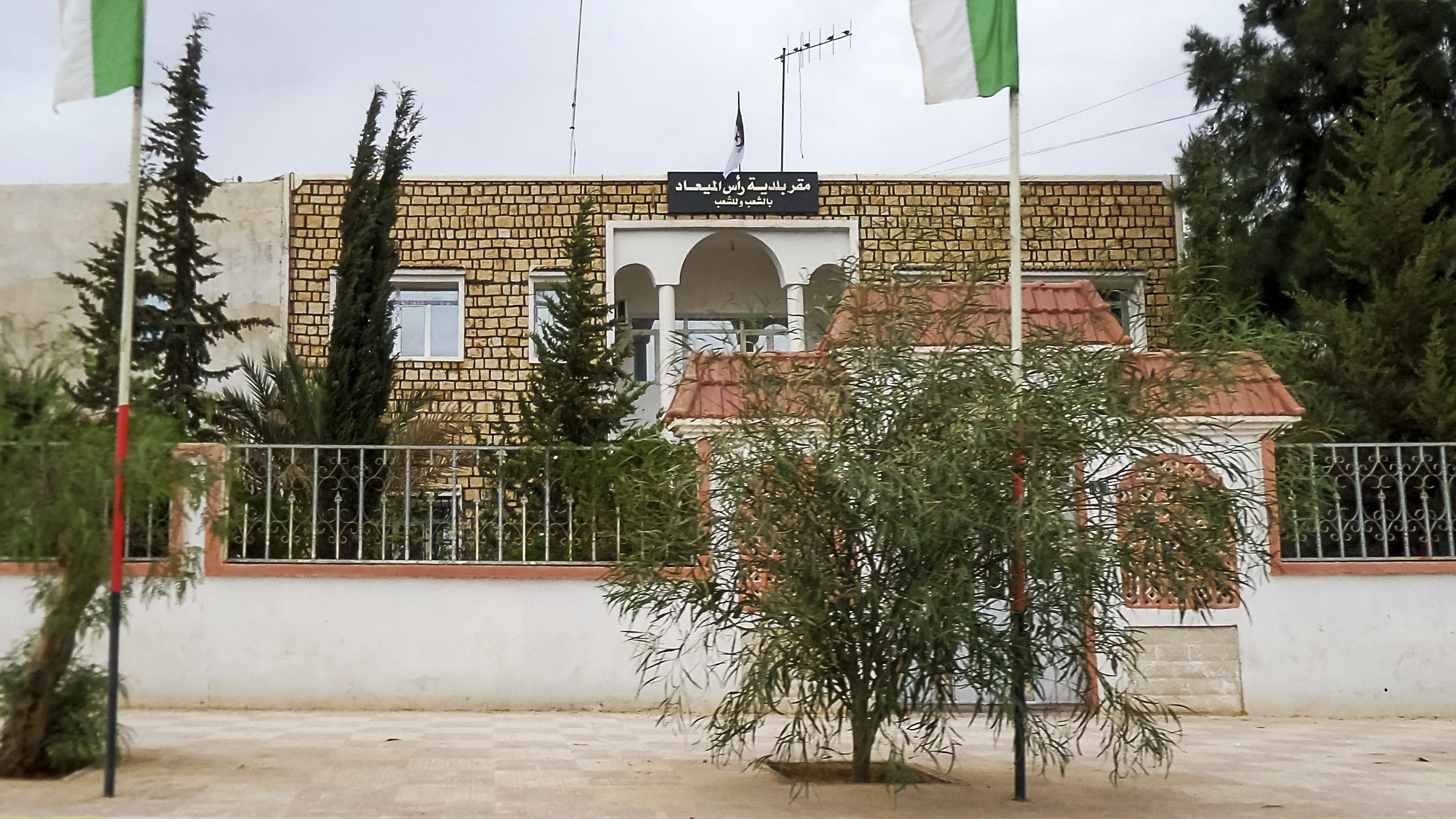
شهرداری در الجزایر

راس میعاد (به عربی: راس المیعاد) یک شهرداری در الجزایر است که در استان بسکره واقع شده‌است.